# غادفات
الغادفات (الاسم العلمي: Diaptomidae) هي فصيلة من القشريات تتبع رتبة الكالانيات من مجذافيات الأرجل.

## الأجناس
- الغادفة